# Biografía no autorizada

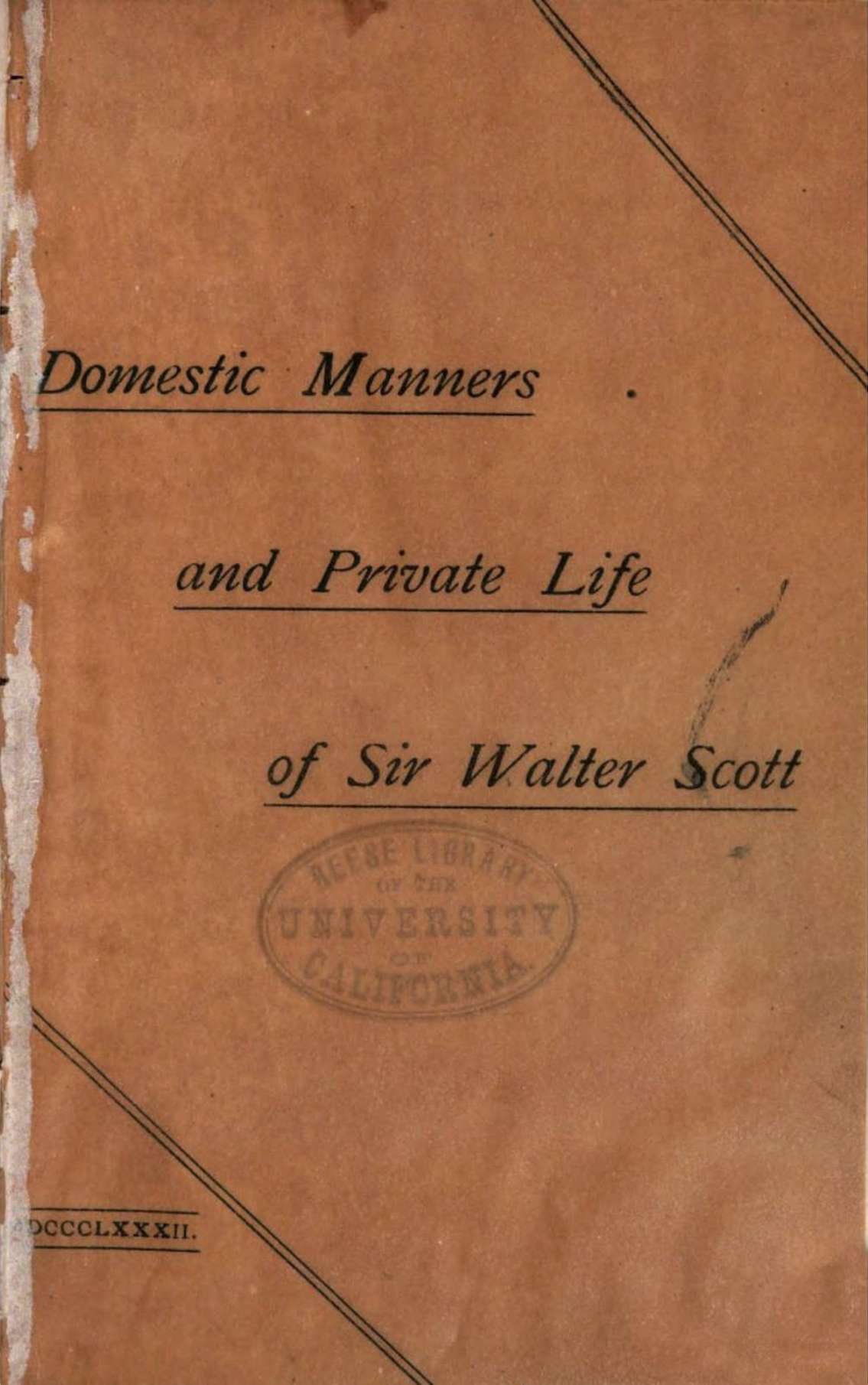
Edición de 1882 de Domestic Manners and Private Life of Sir Walter Scott (1834) de James Hogg, una de las primeras biografías no autorizadas.

Una biografía no autorizada es una biografía escrita sin el permiso o el aporte o contribución del sujeto. El término generalmente se restringe a las biografías escritas durante la vida del sujeto o poco después de su muerte; como tal, no se aplica a biografías de personajes históricos escritas mucho después de su muerte.
Las biografías no autorizadas no son necesariamente no bienvenidas por sus sujetos y, de hecho, algunas biografías no autorizadas han sido criticadas por mostrar una admiración excesiva por sus sujetos; sin embargo, las biografías no autorizadas tienen una reputación más generalizada de alimentar controversias y pintar retratos poco halagadores de sus sujetos.

## Otros nombres
Las biografías no autorizadas marcadas por revelar contenido escandaloso o vergonzoso a menudo se denominan en inglés como tell-alls (a veces traducido al español como biografías reveladoras), especialmente si toman la forma de memorias; las biografías reveladoras escritas por amigos o familiares del tema a veces se denominan en inglés kiss-and-tells («besos y relatos»). Debido al estigma potencial asociado con la frase «biografía no autorizada», las biografías no autorizadas escritas por periodistas y que pretenden presentar un retrato más justo del tema a veces se denominan biografías de investigación.

## Objetividad
Las biografías no autorizadas pueden considerarse más objetivas pero menos confiables que otras biografías, porque no están sujetas a la aprobación (subjetiva) del sujeto (y por lo tanto pueden contener información precisa que el sujeto no habría autorizado), pero tampoco están al tanto de información o correcciones conocidas solo por el sujeto o sus amigos cercanos y familiares.

## Legalidad
Los sujetos de biografías no autorizadas son casi siempre figuras públicas. Rara vez las figuras públicas logran evitar la divulgación de biografías no autorizadas. Las biografías no autorizadas de personas que no se consideran figuras públicas pueden considerarse violaciones del derecho a la intimidad y estar sujetas a acciones legales. Como escribe Ted Schwarz (1992):

Las personas interesantes, totalmente desconocidas para el público en general, generalmente se consideran particulares, incluso cuando están casadas con alguien famoso. Escribir sobre ellos sin su permiso puede considerarse una invasión de la privacidad, una situación que rara vez surge con políticos, artistas y otras personas que son figuras públicas obvias.

Hablando de las leyes estadounidenses, Lloyd Rich (2002) escribe:

Los tribunales mantienen un fuerte deber de proteger el discurso de la Primera Enmienda, ya que tienen una preocupación y temor primordiales de que poner «restricciones previas» en el discurso pueda llevar a un «efecto paralizador» en otro discurso. Debido a esta deferencia a la Primera Enmienda y la presunción contra restricciones previas, un tribunal generalmente no permitirá una orden judicial que impida la publicación y/o distribución de una biografía no autorizada, sino que solo permitirá que se otorguen indemnización de perjuicios para remediar los actos ilegales del autor y editor.

La legalidad de las biografías no autorizadas varía según el país. Brasil promulgó una ley de corta duración en 2014 que exigía el permiso de los sujetos de las biografías antes de su publicación.
Si bien las biografías no autorizadas a menudo reciben una cobertura noticiosa significativa, sus escritores tienden a enfrentar el «desdén de los medios» debido a la percepción de que su trabajo es chismoso, voyerista y entrometido.

### Citas
1. ↑  
Reitz, 2014; Berger, 2016, p. 268; Klems, 2009.
2. ↑  
Reitz, 2014; Hoberman, 2001, p. 111.
3. ↑  Peck, Gustav (1950). «Review: John L. Lewis: An Unauthorized Biography». The American Political Science Review 44 (4): 1019-1021. JSTOR 1951307. doi:10.2307/1951307.
4. ↑  Widmer, Kingsley (1979). «Review: Always Merry and Bright: The Life of Henry Miller – An Unauthorized Biography by Jay Martin». Criticism 21 (3): 279-281. JSTOR 23102638.
5. ↑  
Hoberman, 2001, p. 111; Stall, Harry y Spalding, 2004, p. 288.
6. ↑  
Reitz, 2014; Stall, Harry y Spalding, 2004, p. 288; Goodall, 2018, p. 268; Margolis, 2010.
7. 1 2  Schwarz, 1992, p. 503.
8. 1 2  Rich, 2002.
9. ↑  
Schwarz, 1992; Rich, 2002.
10. ↑  Marques, Simone (16 de julio de 2014). «Brazil's Banned Biographies: When Public Figures Want to Control the Message». X Index (en inglés). Consultado el 18 de agosto de 2020.
11. ↑  «Brazil Ends Controversial Ban on Unauthorised Biographies». ABC (en inglés). 11 de junio de 2015. Consultado el 18 de agosto de 2020.
12. ↑  «Brazil Overturns 'Ban' on Unauthorised Biographies». BBC News (en inglés). 11 de junio de 2015. Consultado el 18 de agosto de 2020.
13. ↑  
Hoberman, 2001; Kelley, 2010; Vincent, 2010; Scott, 1996.